# Insjön
Insjön – miejscowość (tätort) w Szwecji, w regionie administracyjnym (län) Dalarna, w gminie Leksand.
Według danych Szwedzkiego Urzędu Statystycznego liczba ludności wyniosła: 2141 (31 grudnia 2015), 2198 (31 grudnia 2018) i 2181 (31 grudnia 2019).